# Solms-laubachia xerophyta
Solms-laubachia xerophyta là một loài thực vật có hoa trong họ Cải. Loài này được (W.W. Sm.) H.F. Comber miêu tả khoa học đầu tiên năm 1934.